# Чуенков, Виктор Николаевич
Виктор Николаевич Чуенков (1945–2020) — советский и российский регент, церковный композитор, известный как автор музыкальной мистификации — «Херувимской», фигурирующей в репертуаре церковных хоров под именем Рахманинова. 

## Биография
Родился в 1945 году в Москве в семье реставратора Государственной Третьяковской галереи. Окончил Московскую среднюю художественную школу при МГХИ им. Сурикова. После службы в Советской Армии поступил в регентский класс Московской духовной академии, который окончил со знаком отличия — «золотым камертоном».
После окончания МДА по рекомендации Н. В. Матвеева, руководившего регентским классом, приглашён в Калинин в качестве регента архиерейского хора епископа Калининского и Кашинского Гермогена (Орехова). После Пасхи 1974 года возглавил хор храма Петра и Павла в Лефортове. Впоследствие руководил хорами ряда московских храмов, в частности, Воскресения Словущего в Сокольниках, Всех Святых на Соколе.
В 1983 году возглавил братский хор переданного Церкви Свято-Данилова монастыря. 

Число певчих постепенно увеличивалось, но мирян-певчих в братском хоре было немного. Был левый хор, которым управлял А. Гринденко. Со временем организовались два небольших хора из монастырских рабочих, которые пели не только в простые, но иногда и в праздничные дни. Службы проходили в Покровском храме.

— воспоминания В. Н. Чуенкова, записанные И. М. Варапаевой.

В 1998 году стоял у истоков создания Регентско-певческих курсов при Даниловом монастыре. В том же году начал регентовать в храме Михаила Архангела в Летово, отказавшись от приглашения руководить хором Храма Христа Спасителя. 
В последние годы нёс послушание регента в домовой церкви преподобного Сергия Радонежского при детском доме «Молодая Гвардия» во Внукове, Новая Москва. 
Скончался в частной психиатрической клинике под Нижним Новгородом. Похоронен вблизи Ардатова.

## «Херувимская» Рахманинова
В 1970-е годы В. Н. Чуенков написал «Херувимскую», которую подписал именем С. В. Рахманинова. Эта музыкальная мистификация до сих пор исполняется в репертуаре церковных и «светских» хоров под именем Рахманинова, хотя в списке произведений композитора это произведение отсутствует.